# Фейль, Йозеф
Йозеф Фейль (20 июня 1811 — 29 октября 1862, Вена) — австрийский историк-любитель, топограф и археолог.

## Биография
Йозеф Фейль родился в семье владельца металлической фабрики. Учился в средней школе в Цоллерше, в 1822—1828 годах в гимназии в Небау, в 1828—1829 годах изучал философию, а в 1830—1834 годах право в Венском университете. Впоследствии состоял на государственной службе: был сначала назначен неоплачиваемым стажёром камераль-конциписта по Нижней Австрии по вопросам налогов, пошлин и таможни, с 1842 года стал оплачиваемым конципистом), в 1847 году стал камераль-конципистом.
С детства интересовался историей (в особенности средневековой) Нижней Австрии и Вены, предпринимал частые прогулки по этим местам и изучал исторические памятники. Большую часть своего свободного времени посвящал поиску и разбору исторических источников, также проводил топографические и археологические исследования. Результаты своих исследований публиковал в ряде научных изданий и в скором времени, несмотря на отсутствие формального исторического образования, сделался уважаемым специалистом. В 1849 году был приглашён участвовать в реформе философского факультета Венского университета, с 1850 года получил право проверять в этом же заведении качество преподавания истории. С 1851 года работал в Министерстве просвещения Австрийской империи, с 1854 года и до конца жизни был его секретарём, непосредственно курировал деятельность Венского и других крупных университетов. При этом Фейль отказался занять кафедру истории, сославшись на отсутствие профильного образования. В том же году его усилиями был основан Австрийский институт историографии. Состоял членом целого ряда научных обществ и академий, в том числе был с 1851 года членом-корреспондентом и с 1858 года академиком Венской академии наук. Курируя университеты, многое сделал для облегчения доступа студентам-историкам к древним рукописям. Скончался от заболевания лёгких, унаследованного им от отца, однако продолжал работать до последнего дня жизни.
Его многочисленные труды помещены в «Berichte und Mitteilungen des Alterthumsvereines in Wien», в Чёрниговой (Czörnig) «Ethnographie d. öster. Monarchie» («Ueber die Entwickelung des öster. Ständewesens» и проч.), в «Quellen und Forschungen zur vaterländ. Geschichte, Liter. und Kunst» («Die Schweden in Oesterreich 1645—46»).